# Jorge Valdano
Jorge Alberto Francisco Valdano Castellanos (Las Parejas, 4 oktober 1955) is een Argentijns voormalig profvoetballer, voetbaltrainer en voetbalbestuurder.
Als voetballer kwam hij onder andere uit voor Newell's Old Boys, Real Zaragoza en Real Madrid. Valdano werd met Argentinië in 1986 wereldkampioen, waarin hij scoorde in de finale tegen West-Duitsland. Na zijn voetballoopbaan was hij hoofdtrainer van Tenerife, Real Madrid en Valencia.
Sinds 2009 maakte hij deel uit van het bestuur van Real Madrid, maar werd op 15 mei 2011 ontslagen na een conflict met hoofdtrainer José Mourinho.

## Erelijst
Als speler
 Newell's Old Boys
- Primera División:: 1974

 Real Madrid
- Primera División: 1985/86, 1986/87
- Copa de la Liga: 1985
- UEFA Cup: 1984/85, 1985/86

 Argentinië
- FIFA WK: 1986

Individueel als speler
- Premio Don Balón; Buitenlands speler van het seizoen in La Liga: 1985/86

Als trainer
 Real Madrid
- Primera División: 1994/95

1 Almirón ·
2 Batista ·
3 Bochini ·
4 Borghi ·
5 Brown ·
6 Passarella ·
7 Burruchaga ·
8 Clausen ·
9 Cuciuffo ·
10 Maradona  ·
11 Valdano ·
12 Enrique ·
13 Garré ·
14 Giusti ·
15 Islas ·
16 Olarticoechea ·
17 Pasculli ·
18 Pumpido ·
19 Ruggeri ·
20 Tapia ·
21 Trobbiani ·
22 Zelada ·
Coach: Bilardo